# فيلاوية
الفيلاوية (الاسم العلمي: Elephantini) هي قبيلة من الحيوانات تتبع الفصيلة الفيلة من رتبة الخرطوميات.

## أجناس الفيلاوية
- الفيل الأفريقي